# Richard Hessberg
Richard Hessberg (* 27. Dezember 1879 in Essen; † 27. März 1960 in Essen) war ein deutscher Augenarzt jüdischer Herkunft.

## Leben
Richard Hessberg war der Sohn eines Essener Augenarztes. Nach Schulbesuch in Essen und Höxter (Abitur) und Medizinstudium promovierte er 1904 in München. Zurück in Essen übernahm er die Praxis seines Vaters und war zugleich Knappschaftsarzt. 1913 wurde er zum Chefarzt der Augenklinik der Städtischen Krankenanstalten in Essen nebenamtlich berufen, „da es für die Belegung der Klinik wünschenswert erschien, dass er seine Kassenärztliche Praxis noch beibehalten konnte“.
Er heiratete die Nichtjüdin Grete Koenecke aus Düsseldorf und hatte mit ihr drei Kinder. In dieser Zeit konvertierte er zum Protestantismus. Die Ehe wurde 1934 geschieden.
Neben seiner Praxis- und seiner Chefarzttätigkeit veröffentlichte er zahlreiche wissenschaftliche Arbeiten, setzte sich mit Erfolg für die Institutionalisierung der ärztlichen Fortbildung ein und hatte eine wichtige Position bei der Ophthalmologischen Abteilung der „Gesellschaft für Wissenschaft und Leben im rheinisch-westfälischen Industriebezirk“, bei deren Sitzungen er mehrfach als Berichterstatter fungierte. Unter anderem dafür wurde ihm 1929 beim 48. Deutschen Ärztetag in Essen eine Festschrift gewidmet.
Zum beruflichen Engagement kam das politische und literarische. So gehörte er während der Weimarer Republik der Deutschen Volkspartei an. Er war Mitglied des Verwaltungsrats des Kunstvereins Folkwang und Geschäftsführer der „Gesellschaft für Literatur und Theater“ in Essen. Außerdem gehörte Dr. Hessberg der Gesellschaft für Bibliophilie an, der er 1925 einen Brief Karl Immermanns an Heinrich Heine stiftete. 1920 wohnte Thomas Mann bei ihm.
1929 bezog die fünfköpfige Familie in Essen-Bredeney eine Villa, die nach den Plänen des bekannten Architekten Alfred Fischer, eines Vertreters des Neuen Bauens (Neue Sachlichkeit, Bauhaus) errichtet war, mit dem die Familie Hessberg seit langem bekannt war.
Ende 1933 musste er seine Tätigkeit an der Augenklinik Essen einstellen. Sein bisheriges Einkommen von etwa 2.200 Mark monatlich ging dadurch auf etwa 515 Mark zurück. Im Oktober 1938 wurde auch ihm die ärztliche Approbation entzogen, und im Gefolge der Pogromnacht war er für fünf Wochen bis Mitte Dezember inhaftiert.
Während die aus der „privilegierten Mischehe“ stammenden Kinder in Deutschland blieben, floh Richard Hessberg nach Verkauf seines Vermögens im Mai 1939 zunächst nach Bonstetten in die Schweiz, von wo er nach Mittelamerika emigrieren wollte. Er wanderte schließlich über Spanien nach Cuba aus. Mangels dortiger Arbeitsmöglichkeiten ging er 1944 in die USA, arbeitete in New York als Augenarzt und erhielt die amerikanische Staatsbürgerschaft.
1948 heiratete er in New York offiziell die aus Köln stammende Erika Nockher, eine Nichtjüdin, die von 1935 bis 1939 im Haus als Erzieherin und Leiterin des Haushalts tätig gewesen war. Die Ehe wurde nach dem Krieg von der Stadt Hamburg rückwirkend seit 1935 anerkannt, weil die beiden sich 1935 verlobt hatten, aber wegen der NS-Rassengesetze nicht heiraten durften.
Spätestens ab 1950 betrieb Richard Hessberg seine Rückwanderung nach Deutschland, wo er sich mindestens bereits seit 1948 aufhielt. Im Oktober 1952 kehrte er im Ruhestand nach Essen zurück, setzte aber seine wissenschaftliche Arbeit fort und betreute wieder die von ihm gegründete städtische „Sehschonungsschule“. Er starb 1960 in seiner Heimatstadt Essen.

## Veröffentlichungen
- Über Carcinom des Prozessus vermiformis. <Mit e. Taf.>. München : C. Wolf & Sohn, 1904. (31 S.) 8". München, Med. Fak., Ref. v. Bollinger, Diss. v. 10. Nov. 1904
- Jahresbericht der Augenklinik der städt. Krankenanstalten zu Essen-Ruhr (Albert und Franka-Hirschland-Stiftung) für die Jahre 1913–1919. Dresden-Blasewitz : Kaemmerer u. Bleyl. In: Wochenschrift für Therapie u. Hygiene d. Auges; Nr. 23, 1918/19
- Bericht über die 18. Sitzung der Ophthalmologischen Abteilung der Gesellschaft für Wissenschaft und Leben im rheinisch-westfälischen Industriebezirk am Sonnabend, den 11. Januar 1930, nachmittags 4 Uhr, in der Augenklinik der städtischen Krankenanstalten zu Essen, erstattet von R. Hessberg. Sonderabdr. Aus: Zeitschrift für Augenheilkunde ; 71 (1930), S. 260–271, Berlin, Verlag Karger
- Bericht über die 21. Sitzung der Ophthalmologischen Abteilung der Gesellschaft für Wissenschaft und Leben im rheinisch-westfälischen Industriebezirk am Sonnabend, den 24. Oktober 1930, nachmittags 4 Uhr, in der Augenklinik der städtischen Krankenanstalten zu Essen, erstattet von R. Hessberg. Sonderabdr. Aus: Zeitschrift für Augenheilkunde ; 77 (1932), S. 274–284, Berlin, Verlag Karger
- [Bericht über die 22.] Sitzung der Ophthalmologischen Abteilung der Gesellschaft für Wissenschaft und Leben im rheinisch-westfälischen Industriebezirk  am Sonnabend, den 5. März 1932, nachm. 4 Uhr, in der Augenklinik der Städtischen Krankenanstalten in Essen erstattet von R. Hessberg. Sonderabdr. Aus: Zeitschrift für Augenheilkunde ; 78 (1932), S. 375–382, Berlin, Verlag Karger
- Ist Blindenfürsorge notwendig? Zum 10jährigen Bestehen des Essener Blindenfürsorgevereins E.V. In: Essener Volkszeitung, 23. Oktober 1927. HEG: DZA 915,8